# Krokvåg
Krokvåg (Ragundamål: [`kʰroːkvɔ]) är en by i Ragunda distrikt (Ragunda socken) och Ragunda kommun i östra Jämtland. SCB avgränsade för bebyggelsen i södra delen av orten utmed riksväg 87 en småort och namnsatt denna till Krokvåg södra. 2015 ändrade SCB definitionen av småorter och Krokvåg uppfyllde inte längre kraven.
Byn ligger vid Indalsälven, knappt en mil nordväst om kommunens centralort Hammarstrand. Grannbyar är Ammer och Gevåg.